# 大衛·麥金尼斯
大衛·麥金尼斯（英語：David McInnis；1973年12月12日—）是美国的男演員，是美韓混血兒（母親和外婆是韓國晉州人，父親是歐裔（德、冰島混血）美國人）。1997年，在紐約當服務生時被李宰漢發掘。

## 演出作品

### 電視劇
- 2007年：MBC《Air City》
- 2009年：KBS《IRIS》飾演 Ray
- 2013年：KBS《IRIS 2》飾演 Ray
- 2013年：MBC《九家之書》飾演 竹島
- 2016年：KBS《太陽的後裔》飾演 Argus
- 2017年：泰國《愛情與謊言》
- 2017年：JTBC《Man to Man》飾演 彼得羅夫
- 2017年：tvN《Argon》飾演 羅伯特·溫斯頓
- 2018年：tvN《陽光先生》飾演 Kyle
- 2019年：OCN《Kill It》飾演保羅
- 2023年：Netflix《絕世網紅》（特別出演）

### 電影
- 1999年：《深深的傷口》
- 2004年：《腦海中的橡皮擦》
- 2005年：《颱風》
- 2007年：《奇談》
- 2007年：《第二次愛情》
- 2008年：《The Mikado Project》
- 2010年：《向着炮火》
- 2011年：《檀島警騎2.0》
- 2013年：《真人快打:遺產》
- 2013年：《Who Killed Johnny》
- 2013年：《遠離西藏（英语：Escape_from_Tibet）》飾演 塔西（Tashi）
- 2019年：《素人特工》
- 2020年：《三振集团英语托业班》飾演 Billy Park
- 2020年：《明明會說話》飾演 德米特里

### MV
- 2001年：Rialto《Catherine’s Wheel》
- 2001年：朴相敏《The Lover》
- 2007年：Free Style《By Camp Tribe》

## 個人生活
2012年，大衛宣布與相戀11年的韓籍女友Rachel Park育有一女，並已在10月與其在韓國註冊結婚。2015年11月8日，兩人再度迎來一女。2019年迎來一子。

## 外部連結
- NAVER
- 大衛·麥金尼斯的官網 （页面存档备份，存于）
- 大衛·麥金尼斯的twitter （页面存档备份，存于）
- 大衛·麥金尼斯的facebook
- 大衛·麥金尼斯的Instagram （页面存档备份，存于）